# Lorenz Volz
Lorenz Volz (* 14. Dezember 1893 in Ingolstadt; † 25. März 1993 in München) war ein deutscher Verwaltungsjurist, vor allem in der Militärverwaltung, im Zweiten Weltkrieg als Generalintendant.

## Leben
Lorenz Volz wuchs zunächst in Ingolstadt auf, ab Ostern 1907 dann in Aschaffenburg, nachdem sein Vater, ein Bahnbeamter, dorthin versetzt worden war. In beiden Städten besuchte er das humanistische Gymnasium und absolvierte 1912 das Abitur. Im gleichen Jahr nahm er ein Jura-Studium in Würzburg auf. Im Mai 1915 musste er dann zum Militär einrücken und versah bis Kriegsende Dienst an der Westfront in der bayerischen Fußartillerie, zuletzt als Leutnant der Reserve. Die Entlassung aus dem Militärdienst erfolgte erst Ende September 1919 nach noch einigen Monaten im Detachement Probstmayr (7. Mai – 30. September 1919). Er schloss sein Studium an der Universität München ab und promovierte 1921 zum Dr. jur. mit einer Arbeit zum Thema „Worin kommt der öffentlichrechtliche Charakter der Religionsgesellschaften zur Auswirkung?“
Nach dem Vorbereitungs- und Asessordienst trat er 1924 in die Heeresverwaltung ein. Stationen seiner Laufbahn waren: Regierungsrat 1926 in München, Versetzung nach Königsberg in Ostpreußen 1932, 1934 Versetzung nach München und 1936 mit der Beförderung zum Ministerialrat nach Berlin. Kurz nach Kriegsausbruch wurde er zum Wehrkreisverwaltungs-Leiter berufen, zunächst stellvertretend für Kollegen, die in die besetzten Gebiete wechselten. So übernahm er im September 1939 die Leitung der Wehrkreisverwaltung IV in Dresden von Kurt Paeckel, und im Juli 1940 folgte die Versetzung nach Salzburg als Leiter der dortigen Wehrkreisverwaltung XVIII in Nachfolge von Gerhard Loosch. Dort wurde er am 7. November 1941 zum Generalintendanten ernannt.
Volz war Gegner des Nationalsozialismus, den nahgelegten Beitritt zur NSDAP bzw. ihren Organisationen lehnte er ab. Von nationalsozialistischer Bedrängung und Verfolgung Betroffenen aus dem ihm nahestehenden katholisch-konservativen Spektrum half er in etlichen Fällen, die Möglichkeiten seines Amtes variabel nutzend. Prominentes Beispiel ist der spätere österreichische Bundeskanzler Josef Klaus, den er mehrfach deckte, was nach dessen Bekunden half, ihn aus dem Visier der Gestapo zu nehmen.
Nach dem Krieg war er 1945–48 in der Verwaltung der Caritas tätig und ab 1948 im Bereich des bayerischen Arbeitsministeriums, zuletzt als Regierungsdirektor und stellvertretender Leiter des Versorgungsamtes bis zur Pensionierung 1955. Danach verbrachte er noch einen langen Ruhestand in München-Pasing, ab 1961 in München-Obermenzing.
Lorenz Volz war verheiratet mit Luise, geb. Orth, Tochter des Pasinger Kunstmalers Karl Orth, und hatte zwei Töchter.

## Quelle
- Landesarchiv Salzburg, Handschriftensammlung: SLA, HS 2697